# Miguel Poveda
Pour les articles homonymes, voir Poveda (homonymie).

Miguel Ángel Poveda León est un chanteur de flamenco espagnol.

## Biographie
Miguel Ángel Poveda León naît le 13 février 1973 à Barcelone.
Chanteur multi-primé, il a collaboré avec d'innombrables artistes. Partant du flamenco le plus traditionnel, il l'a ouvert, comme certains de ses partenaires, à la fusion avec d'autres musiques comme le fado, la musique orientale (Qawwalî Flamenco en 2006, collectif), le tango (album: Diálogos. De Buenos Aires a Granada en 2013 avec Rodolfo Mederos). Il est aujourd'hui l'un des chanteurs de flamenco (cantaor) parmi les plus connus et les plus demandés sur les scènes du monde entier, et pour des duos avec d'autres artistes comme en témoigne la longueur de sa discographie de "contributions" ci-dessous listée intégralement.

## Prix
- En 1993, Miguel Poveda gagne cinq prix au festival del cante de las minas (festival du chant des mines), ce qui lance sa carrière artistique de cantaor flamenco.
- 2007 : Prix national de musique
- 2011 : Prix national de musique de Catalogne

## Discographie

### Discographie officielle en propre
| Année | Titre | Éditeur                         |
| 1995  | Viento del este | Nuevos Medios                   |
| 1998  | Suena flamenco | Harmonía Mundi                  |
| 2001  | Zaguán | Harmonía Mundi                  |
| 2004  | Poemas del exilio de Rafael Alberti | Harmonía Mundi                  |
| 2005  | Desglaç | Discmedi-Taller de Músics       |
| 2006  | Tierra de calma | Discmedi                        |
| 2009  | Cante i Orquestra | Discmedi - Singulars Peralada   |
| 2009  | Coplas del querer | Universal - Discmedi            |
| 2010  | Coplas del querer en directo desde el Gran Teatro del Liceu (dvd)                                                                                   | Universal - Discmedi            |
| 2012  | arteSano | Universal Music - Discmedi Blau |
| 2012  | Real (cd+dvd grabado en directo en concierto en el Teatro Real de Madrid el 8 de mayo de 2012)                                                      | Universal Music                 |
| 2013  | Diálogos. De Buenos Aires a Granada con Rodolfo Mederos(cd de tangos grabado en directo en conciertos en Buenos Aires en 2006 y en Granada en 2010) | Universal Music                 |
| 2015  | Sonetos y poemas para la libertad | Universal Music                 |

### Contributions à des disques d’autres artistes
| Année-Éditeur                                           | Artiste                                                         | Titre du disque et thèmes interprétés par Miguel Poveda |
| 2000-Ventilador Music                                   | Adolfo Osta                                                     | Alba que no tiene tarde: Suerte et Vida y muerte |
| 2001-Harmonía Mundi                                     | Juan Gómez "Chicuelo"                                           | Cómplices: A la isla |
| 2002-Universal                                          | Juan Habichuela                                                 | Campo del Príncipe: Valparaíso |
| 2003-Harmonía Mundi y 2007-World Village Harmonía Mundi | Marina Rossell                                                  | Marítim et Clàssics Catalans: Queda't de mi alguna cosa, musique de Juan Gómez "Chicuelo" |
| 2003-Nuevos Medios                                      | Pepe Habichuela                                                 | Colección Nuevos Medios - 20 años: El remedio |
| 2003-Coda Music y 2005-Rose Sound                       | Kantaka                                                         | La música de mi silencio et Ángel: Metío en un lío |
| 2003-Bujío Producciones y 2005-Karonte para FNAC        | Sergio Monroy                                                   | Monroy et Encuentro flamenco (disque collectif): Pena de ti |
| 2004-Harmonía Mundi                                     | Jordi Bonell                                                    | Agua madre: Te llenaré de luz |
| 2004-New Mood Jazz                                      | José Reinoso & Antonio Serrano                                  | El corazón al sur: Sus ojos se cerraron et Ella que pasa |
| 2004-BMG                                                | Neruda en el corazón-Hommage collectif au poète Pablo Neruda    | Neruda en el corazón: Me peina el viento los cabellos, musique de Enric Palomar (enregistré en direct le 5 juillet 2004 au Palau Sant Jordi de Barcelone, (Fórum Universal de las Culturas 2004.)                                  |
| 2004-Trotamusic                                         | Tino Van der Sman                                               | Desatino flamenco: Desatino |
| 2004-2005-Caronte Music                                 | Marcelo Mercadante                                              | Contrabaix (disque collectif édité avec la revue Jaç nº 5 de décembre 2004 et dans Con un taladro en el corazón: Tal vez) |
| 2005-Senador Music                                      | Hugo Salazar                                                    | Hugo: Alma |
| 2005                                                    | Association Flamenca: Aires de la Viña                          | Nochebuena en la Viña: A Lola (hommage à Lola Flores, composé par José Luis Figuereo: El Barrio) |
| 2006-Harmonía Mundi                                     | Qawwalî Flamenco                                                | Disque collectif avec Duquende, Juan Gómez "Chicuelo" et le musicien pakistanais : Faiz Ali Faiz |
| 2006-Iberautor                                          | Colection La palabra más tuya                                   | CD Cantando a Alberti: A la soledad me vine, musique de Enric Palomar |
| 2006-Discmedi                                           | Per al meu amic Serrat (triple CD hommage à Joan Manuel Serrat) | Per al meu amic Serrat: El meu carrer, 1ère versión de cette chanson de Serrat. |
| 2006-TV3                                                | La Marató de TV3 2006 (Disque collectif de bienfaisance)        | La Marató de TV3 2006: Piensa en mí (bolero de Agustín Lara) |
| 2006-DBN Distribuidora Belgrano Norte de Argentina      | Rodolfo Mederos                                                 | Comunidad: Fuimos, tango argentin de Homero Manzi et José Dames |
| 2007-Acqua                                              | Marcelo Mercadante                                              | Suburbios del alma: trois nouveaux tangos: Esa palabra, Sombra victoriosa et Más nada, paroles et musique de Marcelo Mercadante et Pablo Marchetti                                                                                 |
| 2007-Emi                                                | Duo avec Mariza                                                 | B.O. du film Fados de Carlos Saura: le fado Meu fado meu |
| 2008-Dro Atlantic                                       | Duo avec La Shica                                               | CD Trabajito de chinos, thème: Carnes paralelas |
| 2008-Flamenco World Music                               | Producteur du disque de la cantaora: Encarna Anillo             | CD Barcas de plata, Bulería: Dulce veneno |
| 2008-Flamenco World Music                               | Jesús Torres (guitariste)                                       | Viento del norte, malagueña: Mármol de espuma |
| 2008-Verve                                              | Perico Sambeat (saxophoniste)                                   | Flamenco Big Band, 5 thèmes: Cauce, Nido del aire, Soledad Sonora, Olhaíl et Guajira para Duke |
| 2009-Emi                                                | B.O. du film Los abrazos rotos de Pedro Almodóvar               | A ciegas de Quintero, León y Quiroga |
| 2009-La Luz Producciones                                | Juan Ramón Caro (guitariste)                                    | Rosa de los Vientos, cantiñas gaditanas: Valle del sol. |
| 2009-Bujío Producciones                                 | Pansequito (cantaor)                                            | Un canto a la libertad, bulerías: María Elena. |
| 2009-El Volcán Música-Emi Music                         | Zenet                                                           | Los mares de China (édition spéciale), thème: Soñar contigo. |
| 2010-Sony Music                                         | Joan Manuel Serrat                                              | Hijo de la luz y de la sombra, duo avec Serrat sur le thème: Dale que dale à partir du poème de Miguel Hernández El silbo del dale.                                                                                                |
| 2010-Universal Music                                    | Eva Cortés                                                      | El mar de mi vida, duo en français et en espagnol sur le thème "C'est si bon" (Qué es mejor). |
| 2010-Warner Music                                       | Pastora Soler                                                   | 15 años, duo sur la copla : "Sólo vivo pa' quererte" de Quintero, León y Quiroga. |
| 2010-Sony Music                                         | José Manuel Zapata                                              | Tango. Mano a mano con... , duo sur le tango: "El corazón al sur" de Eladia Blázquez. |
| 2010-Vale Music                                         | Cantores de Híspalis et Pascual González                        | La gran fiesta de las sevillanas. 35 años de éxitos, interprète avec le groupe la sevillana: "Cantaré". |
| 2011-Salobre                                            | Carmen Linares                                                  | Remembranzas, duo sur le fandango "La luz que a mi me alumbraba" et sur la toná: "Canto de la resignación", enregistrés en direct au Teatro Maestranza de Séville le 5 février 2011                                                |
| 2011-Discmedi Blau                                      | Los Alpresa                                                     | Tiempo de cantar, thème: "Cantar yo quiero" |
| 2011-Mansi Producciones                                 | Pedro Guerra                                                    | El mono espabilado, duo sur : "Mi locura" |
| 2011-Karonte                                            | Carmelilla Montoya                                              | Hommage, duo sur les bulerías : "Sensaciones" |
| 2012-Sony Music                                         | Isabel Pantoja                                                  | A su manera (CD+DVD), duo avec Isabel Pantoja sur "Los celos" et en solo: "Coplas del querer" et "En el último minuto". DVD en direct au Palacio Euskalduna de Bilbao pour Tele 5.                                                 |
| 2012-Sony Music                                         | Joana Jiménez                                                   | CD Joana Jiménez, duo sur "Miéntete" |
| 2012-Sony Music                                         | Enrique Heredia 'Negri'                                         | CD Mano a Mano. Tributo a Manzanero, duo sur le bolero de Armando Manzanero : "Esperaré" |
| 2012-Universal Music                                    | David Peña 'Dorantes'                                           | CD Sin muros, accompagné au piano par 'Dorantes' sur les alegrías : "Caracola" |
| 2012-Warner Music                                       | María Toledo                                                    | CD Uñas rojas, duo sur "De nada vale" |
| 2012-Fundació Lluita contra la sida                     | Concert : Les nostres cançons contra la sida                    | CD+DVD : Les nostres cançons contra la sida au bénéfice de la lutte contre le sida, concert collectif au Palau Sant Jordi de Barcelone le 8 juin 2012, en solo : El cant dels ocells, en duo avec Joan Albert : Amargós y Chicuelo |
| 2012-Edición digital web                                | Hommage collectif à Chavela Vargas                              | CD La Chamana. Un tributo a Chavela Vargas, thème:"Hacia la vida" de Cuco Sánchez |
| 2012-Universal Music                                    | Hommage collectif à Caetano Veloso pour son anniversaire        | CD A tribute to Caetano Veloso, thème: "Fuerza extraña" adapté en espagnol par: Pedro Guerra |
| 2012-Sony Music                                         | María Dolores Pradera                                           | CD "Gracias a vosotros". Hommage collectif à María Dolores Pradera, duo avec María Dolores Pradera sur le thème: "Fina estampa" de Chabuca Granda                                                                                  |
| 2012-Universal Music                                    | Manuel Carrasco                                                 | CD Habla II, duo avec Manuel Carrasco sur: "Espera un momento" |
| 2012-TV3                                                | La Marató de TV3 2012 (Disque collectif de bienfaisance)        | La Marató de TV3 2012: Gracias a la vida de Violeta Parra, adapté pour la 1ère fois en catalán par Marc Parrot ("Gràcies a la vida")                                                                                               |
| 2012-Deutsche Grammophon                                | Orchestre National d’Espagne dirigé par Josep Pons              | CD Noche de boleros: bolero Vete de mí de Virgilio Expósito et Homero Expósito, avec la participation de Joan Albert Amargós |
| 2013-Parlophone                                         | Antonio Rey                                                     | CD Camino al alma: bulería Al tío Morao avec la participation de Diego Carrasco et Diego del Morao en hommage à Moraíto Chico |
| 2014-Fundación SGAE                                     | Disque collectif                                                | CD Todos somos raros sur le thème: Hoy puede ser un gran día, de J.M. Serrat |
| 2014-Sony Music                                         | Pedro Guerra                                                    | CD-DVD 20 años Libertad 8, sur le thème : Mi locura |
| 2014-Edición digital                                    | José Carlos Gómez                                               | single Parte de ti |
| 2014-Fods Records                                       | grupo Mushogitano                                               | CD Mushogitano: thème Ya no puedo más |
| 2014-Sony Music                                         | Joan Manuel Serrat                                              | CD Antología desordenada: thème El meu carrer |
| 2014-Universal Music                                    | Pitingo                                                         | CD Cambio de tercio: thème El pordiosero |
| 2014-Roster Music                                       | Ruth Lorenzo                                                    | CD Planeta azul: thème Rey de corazones |
| 2014-Ion Music                                          | Víctor Manuel                                                   | CD 50 años no es nada: thème Asturias |
| 2015-Sony Music                                         | Pasión Vega                                                     | CD Pasión por Cano. thème : Dormido entre rosas |
| 2015-La Bodega                                          | Los Mijita                                                      | CD Estirpe. De pare a hijos: thème : El Chalao |
| 2015-Sony Music                                         | Disque collectif                                                | CD Giralunas. Hommage à Luis Eduardo Aute: thème : Prefiero amar |
| 2015-Universal Music                                    | Disque collectif                                                | CD en hommage à Juanito Valderrama (1916-2016): thème : Novia de un amigo mío |